# امامزاده محمدبن زید
امامزاده محمدبن زید مربوط به دوره ایلخانی است و در شهرستان کرمان، بخش شهداد، شرق گورستان واقع شده و این اثر در تاریخ ۱ فروردین ۱۳۴۵ با شمارهٔ ثبت ۵۳۰ به‌عنوان یکی از آثار ملی ایران به ثبت رسیده است.